# Messaoud Boudjeriou
Messaoud Boudjeriou là một đô thị thuộc tỉnh Constantine, Algérie. Dân số thời điểm năm 2002 là 7.975 người.